# Liste der Baudenkmale in Tarnow (Mecklenburg)
In der Liste der Baudenkmale in Tarnow sind alle denkmalgeschützten Bauten der Gemeinde Tarnow (Mecklenburg-Vorpommern) und ihrer Ortsteile aufgelistet (Stand 10. Februar 2021).

## Baudenkmale nach Ortsteilen

### Tarnow
| ID   | Lage                        | Bezeichnung                                                    | Beschreibung | Bild           |
| ---- | --------------------------- | -------------------------------------------------------------- | ------------ | -------------- |
| 0450 | Hauptstraße 42 (Karte)      | ehemaliger Speicher                                            |              |                |
| 0451 | Boitiner Straße 13 (Karte)  | Bauernhaus                                                     |              |                |
| 0452 | Boitiner Straße 19 (Karte)  | Wohnhaus                                                       |              |                |
| 0454 | Boitiner Straße             | Schlauchturm                                                   |              |                |
| 0455 | Hauptstraße                 | Friedhof mit Kriegerdenkmal                                    |              |                |
| 0456 | Hauptstraße 9 (Karte)       | Pfarrhaus                                                      |              |                |
| 0458 | Hauptstraße 10 (Karte)      | Wohnhaus (ehemaliger Mühlenspeicher) und Mühle mit Schornstein |              |                |
| 0457 | Hauptstraße 11 (Karte)      | Wohnhaus mit Scheune                                           |              |                |
| 0459 | Im Eck 13 (Karte)           | Altenteilerhaus mit Scheune                                    |              |                |
| 0460 | Im Eck 14 (Karte)           | Scheune und Stallspeicher                                      |              |                |
| 0461 | Hauptstraße (Karte)         | Kirche                                                         |              | Weitere Bilder |
| 0462 | Landstraße, Ortseingang Süd | Halbmeilenstein                                                |              |                |
| 0463 | Zur Heuring 10 (Karte)      | Wohnhaus                                                       |              |                |

### Boitin
| ID   | Lage                  | Bezeichnung | Beschreibung | Bild |
| ---- | --------------------- | --- | ------------ | ---- |
| 0021 | Dorfstraße 5 (Karte)  | Landarbeiterhaus |              |      |
| 0023 | Dorfstraße 8 (Karte)  | Landarbeiterhaus |              |      |
| 0024 | Dorfstraße 10 (Karte) | Landarbeiterhaus |              |      |
| 0025 | Dorfstraße 12 (Karte) | Landarbeiterhaus |              |      |
| 0028 | Dorfstraße            | Gedenkstein zur Vollgenossenschaftlichkeit 1960 |              |      |
| 0029 | Dorfstraße 38         | ehem. Pfarrhaus |              |      |
| 0030 | Hofstraße 34 (Karte)  | Gutsanlage mit Gutshaus (Nr. 34), Wirtschaftsgebäude (z. T. in Feldstein), Speicher sowie Stallgebäude (Nr. 32) und Scheune (Nr. 29/31) an der Südwestseite des Hofes |              |      |
| 0031 | Hofstraße 35 (Karte)  | Wohnhaus |              |      |
| 0032 | Dorfstraße 47 (Karte) | Kirche |              |      |

### Grünenhagen
| ID   | Lage                    | Bezeichnung                | Beschreibung | Bild |
| ---- | ----------------------- | -------------------------- | ------------ | ---- |
| 0308 | Grüner Winkel 5 (Karte) | Gutshaus mit Stallspeicher |              |      |
| 0309 | Grüner Winkel 6         | Landarbeiterhaus           |              |      |

### Tarnow-Ausbau Süd
| ID   | Lage  | Bezeichnung                       | Beschreibung | Bild |
| ---- | ----- | --------------------------------- | ------------ | ---- |
| 0465 | Nr. 4 | Bauernhaus mit Wirtschaftsgebäude |              |      |

### Zernin
| ID   | Lage                          | Bezeichnung                                                               | Beschreibung | Bild                                                                      |
| ---- | ----------------------------- | ------------------------------------------------------------------------- | ------------ | ------------------------------------------------------------------------- |
| 0503 | Bützower Straße 2 (Karte)     | Bahnwärterhaus, Schrankenposten Nr. 176 (Bützower Straße Richtung Bützow) |              | Bahnwärterhaus, Schrankenposten Nr. 176 (Bützower Straße Richtung Bützow) |
| 0426 | Bützower Straße 1 (Karte)     | Bahnwärterhaus                                                            |              |                                                                           |
|      | Bützower Straße/Hauptstraße   | Gedenkstein für Ernst Thälmann/Rudolf Breitscheid                         |              |                                                                           |
| 0505 | Bützower Straße 17/18 (Karte) | Wohnhaus                                                                  |              | Wohnhaus                                                                  |
| 0506 | Bützower Straße 23 (Karte)    | Wohnhaus                                                                  |              |                                                                           |
| 0507 | Bützower Straße 34 (Karte)    | Wohnhaus                                                                  |              | Wohnhaus                                                                  |
| 0508 | Bützower Straße 35 (Karte)    | Kindergarten                                                              |              |                                                                           |
| 0509 | An der Trauerhalle            | Aussegnungshalle mit Friedhof (gegenüber der Kirche)                      |              |                                                                           |
| 0510 | Hauptstraße                   | Feuerwehrhaus                                                             |              |                                                                           |
| 0511 | Hauptstraße                   | Kriegerdenkmal 1914/18                                                    |              |                                                                           |
| 0512 | Hauptstraße 80                | Transformatorenhaus (zwischen Kirche und Hauptstraße 74)                  |              |                                                                           |
| 0513 | Hauptstraße 45 (Karte)        | Büdnerei mit Wohnhaus und Wirtschaftsgebäude                              |              |                                                                           |
| 0514 | Hauptstraße 51 (Karte)        | Wohnhaus                                                                  |              |                                                                           |
| 0515 | Hauptstraße 62 (Karte)        | Bauernhaus                                                                |              |                                                                           |
| 0516 | Hauptstraße 68 (Karte)        | Pfarrhaus                                                                 |              |                                                                           |
| 0517 | Hauptstraße 104/105           | Wohnhaus                                                                  |              |                                                                           |
| 0518 | Hauptstraße (Karte)           | Kirche                                                                    |              | Kirche                                                                    |

## Quelle
Denkmalliste des Landkreises Rostock A ‐ Z (Stand: 10. Februar 2021; PDF, 497 KB)